# Кока-Антимирешти (Бузау)
Кока-Антимирешти (рум. Coca-Antimirești) насеље је у Румунији у округу Бузау у општини Винтила Вода. Oпштина се налази на надморској висини од 461 m.

## Становништво
Према подацима из 2002. године у насељу је живело 240 становника.

### Попис2002.
| Расподела становништва по националности 2002.‍ | Расподела становништва по националности 2002.‍ | Расподела становништва по националности 2002.‍ | Расподела становништва по националности 2002.‍ | Расподела становништва по националности 2002.‍ |
| --------------------------------------------- | --------------------------------------------- | --------------------------------------------- | --------------------------------------------- | --------------------------------------------- |
|                                               |                                               |                                               |                                               |                                               |
| Румуни                                        | Румуни                                        |                                               | 227                                           | 94,6%                                         |
| Роми                                          | Роми                                          |                                               | 13                                            | 5,4%                                          |